# 歩き続ける時
『歩き続ける時』（あるきつづけるとき）は、1978年10月21日にリリースされた松山千春の3枚目のオリジナル・アルバムである。

## 解説
前作「こんな夜は」と本作の間に発表されたシングル「青春」「季節の中で」とそのB面の「MY自転車」「青春II」は全て未収録となっている。
収録曲の「雪化粧」は、1997年に発売されたシングル「クリスマス」のカップリングに、リメイクヴァージョンが収録されている。

## チャート成績
シングル・チャートで初の1位となった『季節の中で』がヒットしていた時期にリリースされ、1週だけシングルとアルバムの同時1位を獲得した。

## 再発盤
1983年に初CD化。後に1989年(ゴールドCD)、1990年(通常CD)、1994年(「CD選書」)、2007年(紙ジャケットCD)、2019年（UHQCD仕様）に再リリースされた。
1983年～1994年リリース盤は全て同じ音質となっており、プリエンファシス処理が施されている。2007年リリース盤では新たにデジタルリマスタリングが施され、音質が良くなっている。

## 収録曲
| 全作詞・作曲: 松山千春。 |                    |           |            |          |      |
| #                        | タイトル           | 作詞      | 作曲・編曲 | 編曲     | 時間 |
| 1.                       | 「帰りたい」       | 松山千春  | 松山千春   | 安田裕美 | 4:17 |
| 2.                       | 「雪化粧」         | 松山千春  | 松山千春   | 安田裕美 | 4:38 |
| 3.                       | 「あの日のままで」 | 松山千春  | 松山千春   | 清須邦義 | 2:55 |
| 4.                       | 「ピエロ」         | 松山千春  | 松山千春   | 清須邦義 | 4:20 |
| 5.                       | 「歩き続ける時」   | 松山千春  | 松山千春   | 清須邦義 | 6:28 |
| 合計時間:                | 合計時間:          | 合計時間: | 22:38      |          |      |

| 全作詞・作曲: 松山千春。 |                            |           |            |          |      |
| #                        | タイトル                   | 作詞      | 作曲・編曲 | 編曲     | 時間 |
| 1.                       | 「寒い夜」                 | 松山千春  | 松山千春   | 清須邦義 | 4:20 |
| 2.                       | 「踊りましょうか」         | 松山千春  | 松山千春   | 清須邦義 | 3:35 |
| 3.                       | 「良生ちゃんとポプラ並木」 | 松山千春  | 松山千春   | 安田裕美 | 4:49 |
| 4.                       | 「貴方のことで」           | 松山千春  | 松山千春   | 清須邦義 | 4:19 |
| 5.                       | 「これ以上」               | 松山千春  | 松山千春   | 安田裕美 | 4:17 |
| 合計時間:                | 合計時間:                  | 合計時間: | 21:20      |          |      |

## 参加ミュージシャン
- Electric Guitar:安川ひろし・椎名和夫
- Drums:岡本あつお・正木五郎・平野肇
- Electric Bass:本田達也・田中章弘・平野融
- Keyboard:倉田信雄・中西康明
- Latin Percussion:木村邦治・中島御
- Acoustic Guitar:清須邦義・安田裕美・松山千春